# Rabada

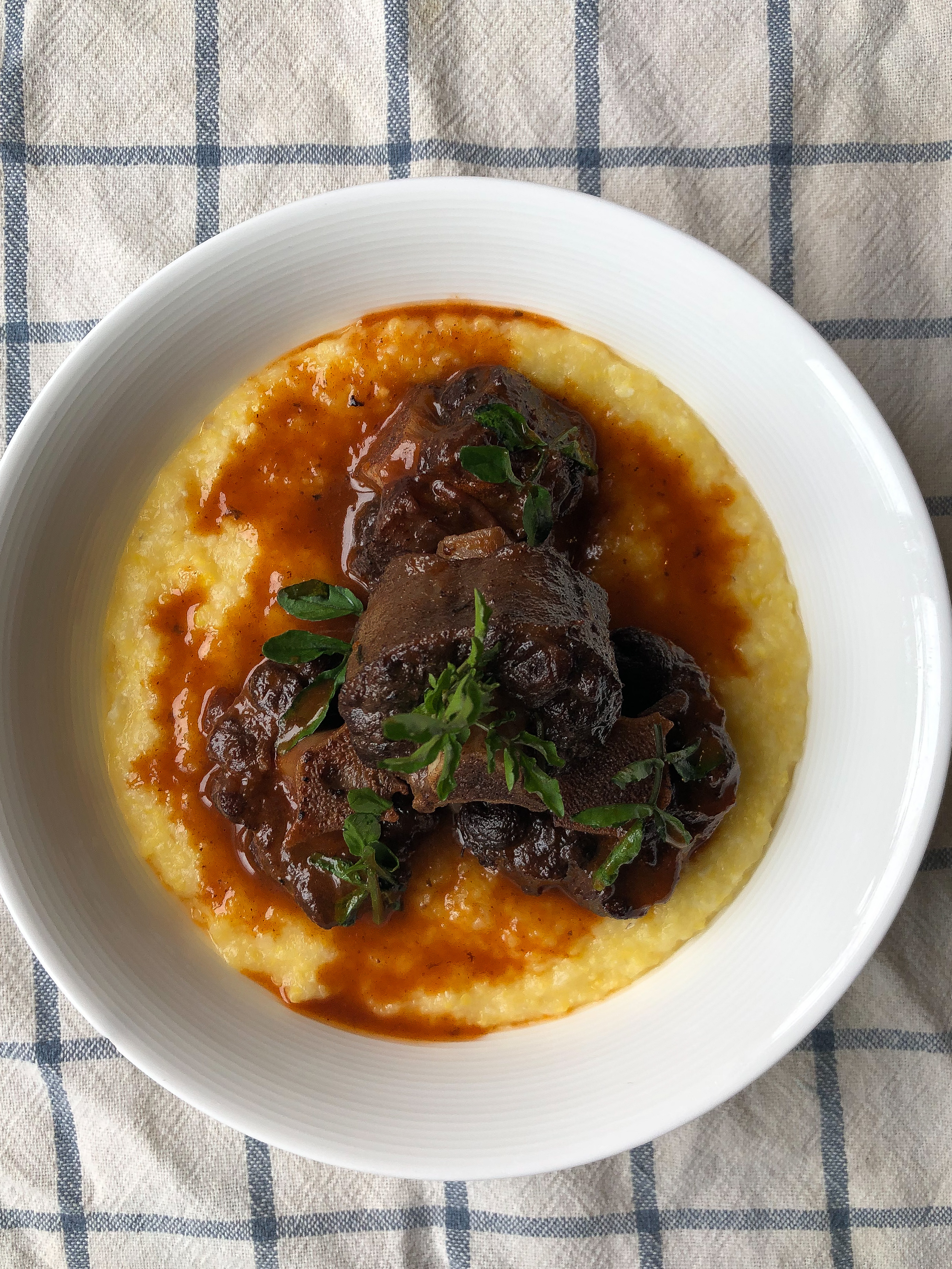
Rabada

Rabada é um prato muito apreciado no Brasil e consiste num guisado do rabo do boi, ao qual se adicionam verduras e legumes, como tomate, cebola e pimentão, juntamente com temperos frescos e secos.
Típicas da culinária europeia, podem citar-se a "oxtail soup" da Inglaterra e a sopa de rabo de boi em Portugal.

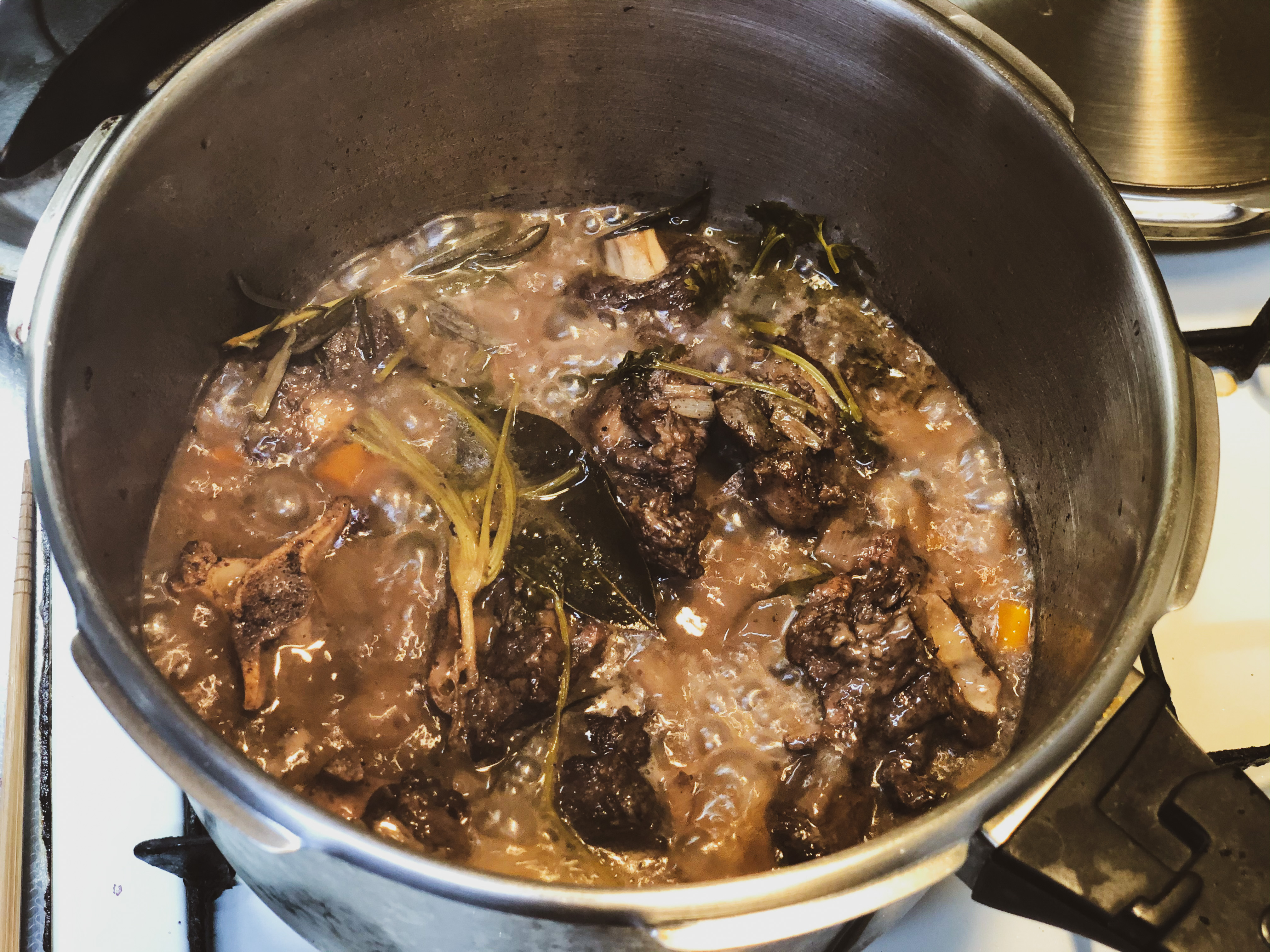
Rabada

No Brasil, a rabada tradicionalmente é acompanhada de arroz, polenta, angu ou batatas cozidas com agrião.